# Metrodor d'Estratonice
Metrodor d'Estratonice (grec antic: Μητρόδωρος, llatí: Metrodorus) va ser un filòsof grec nadiu d'Estratonice, a Cària, deixeble de l'escola dels epicuris, encara que més tard es va unir als seguidors de les doctrines escèptiques de Carnèades.
Ciceró diu que era un orador molt fogós i de gran vitalitat. Va florir cap a l'any 110 aC.